# Jan Gramatyk z Cezarei
Jan Gramatyk z Cezarei – teolog antymonofizycki z VI w.
Jan Gramatyk napisał między 514 a 518 Apologię soboru chalcedońskiego. Sewer z Antiochii odpowiedział polemiką Przeciw bezbożnemu Gramatykowi (Contra impium Gramaticum), w której zacytował 44 fragmenty Apologii.
Jan Gramatyk posługiwał się terminologią ojców kapadockich w nauce o Trójcy Świętej. Wyraźnie odróżniał substancję i osobę oraz podkreślał, że człowieczeństwo Chrystusa nie mogło istnieć samo i niezależnie od bóstwa. Jego wkładem do chrystologii była stworzona przez niego formuła „z dwóch natur, które [zjednoczone są] w jedną osobę (hipostazę) mocą unii hipostatycznej”.